# وسادة تدفئة
وسادة التدفئة هي لوحة تستخدم لاحترار أجزاء من الجسم من أجل إدارة الألم. يؤدي التطبيق المحلي للحرارة إلى تمدد الاوعية الدموية في تلك المنطقة، مما يعزز القذف إلى الأنسجة المستهدفة. وتشمل أنواع منصات التدفئة الكهربائية والكيميائية والمياه الساخنة زجاجات.
كما تستخدم منصات التدفئة المتخصصة (الحصير) في إعدادات أخرى. الحصير الحراري في انتشار النباتات يحفز إنبات البذور والتنمية الجذرية؛ تعمل في درجات حرارة أكثر برودة. الحصير الحراري وتتوفر أيضا في تجارة الحيوانات الأليفة، وخاصة البقع الاحترار للزواحف مثل السحالي والثعابين.

## أنواع

### كهربائية
عادة ما تعمل الوسادات الكهربائية من التيار المنزلي ويجب أن يكون الحماية ضد ارتفاع درجة الحرارة.
يتم استخدام وسادة التدفئة رطبة الجافة على الجلد المستخدم. هذه الوسادات تسجل درجات الحرارة من 76 إلى 82 درجة مئوية (169 إلى 180 درجة فهرنهايت) وهي مخصصة لعلاج الأنسجة العميقة ويمكن أن تكون خطيرة إذا تركت على غير المراقب. وتستخدم منصات التدفئة الرطبة أساسا من قبل المعالجين الفيزيائيين ولكن يمكن العثور عليها للاستخدام المنزلي. ويمكن إضافة قطعة قماش رطبة مع غطاء من الزى لإضافة المزيد من الرطوبة إلى العلاج.
حقيبة التدفئة الكهربائية مماثلة في الشكل لمنصة التدفئة الكهربائية، ولكن منحنية للالتفاف حول المفصل.

### كيميائية

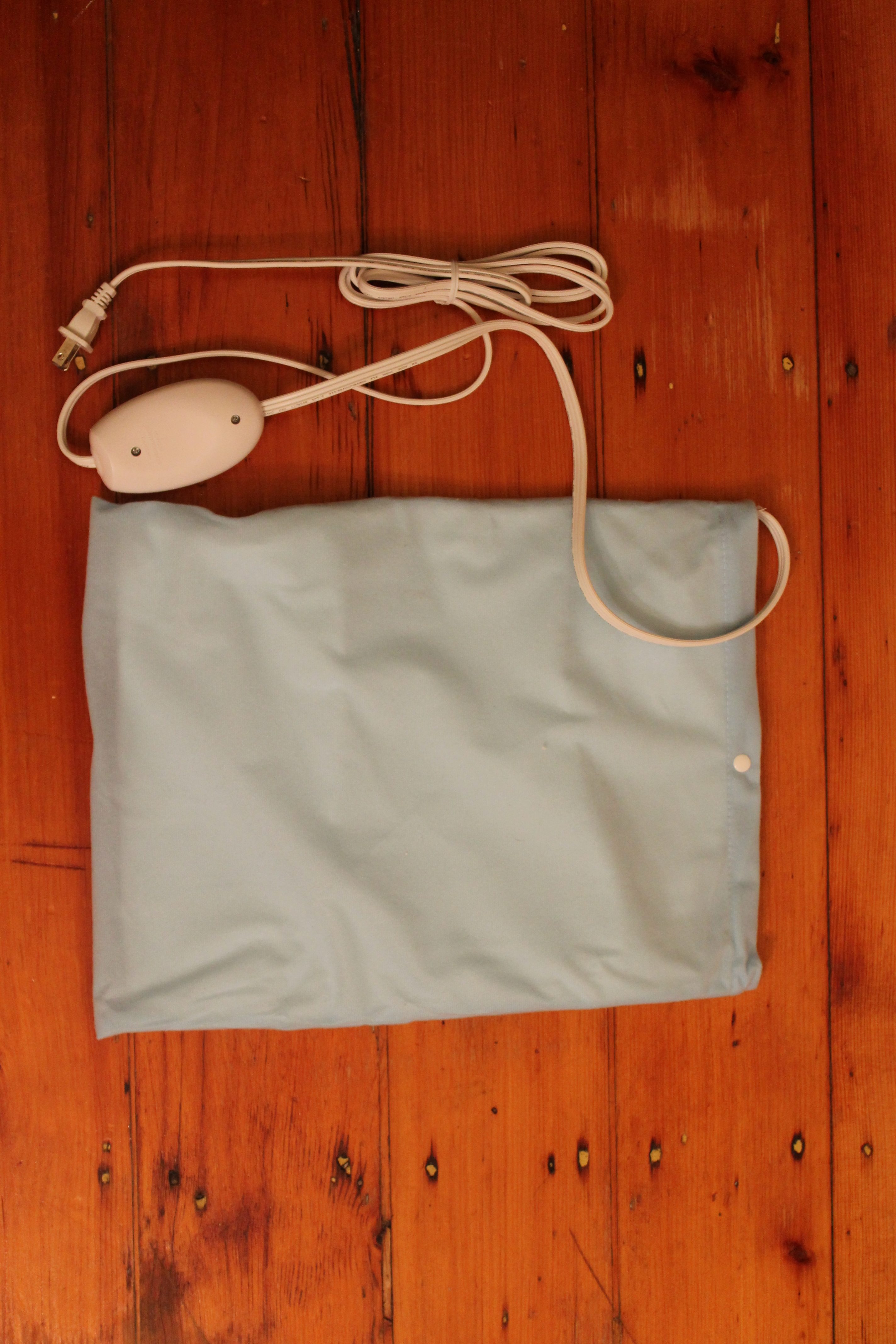
وسائد التدفئة

تستخدم الوسادات الكيميائية القابلة للتخلص منها تفاعلًا كيميائيًا لمرة واحدة. نوع واحد، يستخدم بكثرة في تدفئة اليدين، يتم تشغيله عن طريق فك رزمة ضيقة الهواء تحتوي على مسحوق الحديد الرطب قليلاً والملح أو المواد الحفازة التي تصدأ على مدى ساعات بعد التعرض للأكسجين في الهواء. نوع آخر يحتوي على مقصورات منفصلة داخل لوحة; عندما يضغط المستخدم على لوحة، وتمزق الحاجز ومزيج المقصورات، وإنتاج الحرارة مثل تغيير الحرارة من محلول كلوريد الكالسيوم الذوبان.
تحتوي منصات الحرارة القابلة لإعادة الاستخدام الأكثر شيوعًا على محلول غير مشبع للغاية من خلات الصوديوم في الماء. يتم تشغيل التبلور عن طريق ثني قرص مسطح صغير من المعدن الحديدي المضمن في السائل. الضغط على القرص النشرات بلورات صغيرة جدا انضمت خلات الصوديوم في الحل الذي يعمل بعد ذلك كمواقع نوات لبلورة خلات الصوديوم في الملح رطب (خلات الصوديوم trihydrate، CH3COONa·3H2O). لأن السائل غير مشبعة، وهذا يجعل الحل يتبلور فجأة، وبالتالي إطلاق الطاقة من شعرية الكريستال. تم اختراع استخدام القرص المعدني في عام 1978.
يمكن إعادة استخدام لوحة عن طريق وضعه في الماء المغلي لمدة 10-15 دقيقة، خلات الصوديوم في الماء الواردة وإعادة حل غير المشبعة. مرة واحدة وقد عاد لوحة إلى درجة حرارة الغرفة يمكن أن يكون أثار مرة أخرى. اثار لوحة قبل أن وصلت إلى نتائج درجة حرارة الغرفة في لوحة الوصول إلى درجة حرارة الذروة أقل، بالمقارنة مع الانتظار حتى أنها قد تبرد تماما.

## مواد ذات سعة حرارة محددة عالية
يمكن أيضا أن تكون مصنوعة من حزم التدفئة عن طريق ملء وعاء مع المواد التي لديها قدرة حرارة محددة عالية، والتي ثم النشرات تدريجيا الحرارة مع مرور الوقت. زجاجة الماء الساخن هو المثال الأكثر دراية من هذا النوع من وسادة التدفئة.
وسادة التدفئة مايكروفبل هو وسادة التدفئة التي يتم تسخينها عن طريق وضعها في فرن الميكروويف قبل الاستخدام. عادة ما تكون مصنوعة من منصات التدفئة. من نسيج عازل سميك مثل الفانيلا ومليئة الحبوب مثل القمح، الحنطة السوداء أو بذور الكتان. بسبب بساطتها النسبية لجعل، وكثيرا ما يتم خياطة باليد، وغالبا مع شكل مخصص لتناسب منطقة الاستخدام المقصود.
في كثير من الأحيان، سوف تضاف أيضا المركبات العطرية إلى خليط حشو لخلق رائحة لطيفة أو مهدئا عند تسخينها. مصدر هذه يمكن أن تختلف اختلافا كبيرا، بدءا من إضافة الزيوت الأساسية إلى الأرض حتى التوابل مثل القرنفل وجوزة الطيب، أو حتى بتلات الورد المجففة.
مواد تغيير المرحلة
مادة رئيسيّة: طور -تغيير مادة

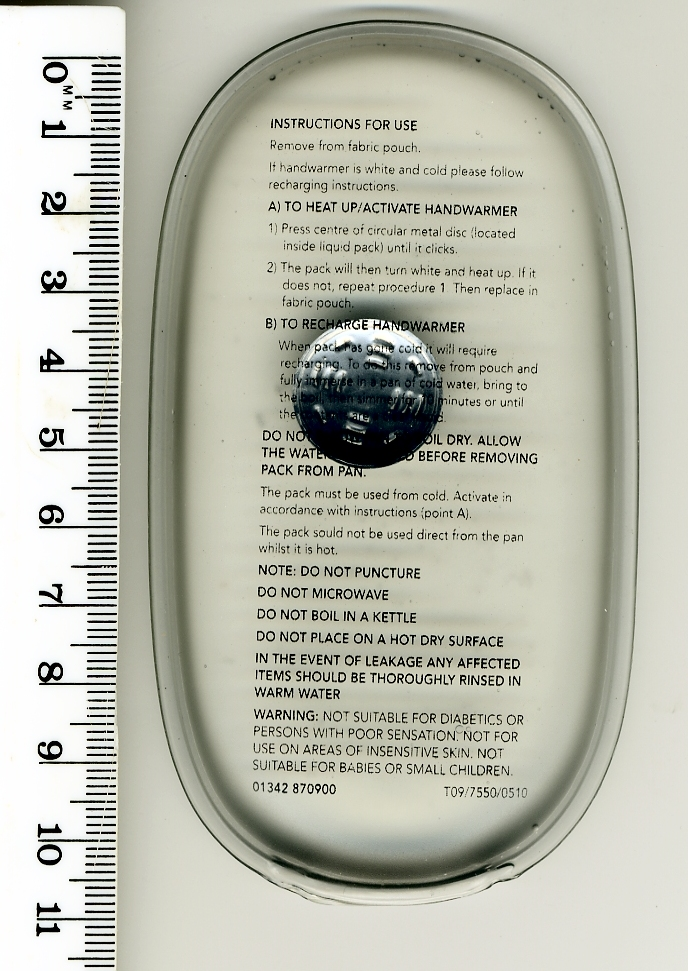
وسادة حرارة خلات الصوديوم

يمكن استخدام مواد تغيير المرحلة لمنصات التدفئة المخصصة للعمل في درجة حرارة ثابتة. يتم استخدام حرارة الانصهار لإطلاق الطاقة الحرارية. وهذا يؤدي إلى تسخين وسادة.

## وظائف
العديد من نوبات الألم تأتي من مجهود العضلات أو الإجهاد، مما يخلق التوتر في العضلات والأنسجة الرخوة. يمكن أن يضيق هذا التوتر الدورة الدموية، وإرسال إشارات الألم إلى الدماغ. تطبيق الحرارة يخفف الألم عن طريق:
توسيع الأوعية الدموية المحيطة بالمنطقة المؤلمة. زيادة تدفق الدم يوفر الأوكسجين والمواد المغذية إضافية للمساعدة في شفاء الأنسجة العضلية التالفة.
تحفيز الإحساس في الجلد وبالتالي تقليل إشارات الألم التي تنتقل إلى الدماغ
زيادة مرونة (وانخفاض صلابة مؤلمة) من الأنسجة الرخوة المحيطة المنطقة المصابة، بما في ذلك العضلات وأنسجة الضامة.
كما العديد من منصات التدفئة المحمولة، قد يتم تطبيق الحرارة حسب الحاجة في المنزل، في العمل، أو أثناء السفر. يوصي بعض الأطباء بالتناوب الحرارة والجليد لتخفيف الألم. كما هو الحال مع أي علاج للألم، يجب استشارة الطبيب قبل بدء العلاج.

## انظرأيضاً
- حقيبة ثلج